# Saison 5 de Dr House
Chronologie
Saison 4 Saison 6
La cinquième saison de la série télévisée américaine Dr House comporte 24 épisodes diffusés du 16 septembre 2008 au 11 mai 2009.

## Distribution

### Acteurs principaux
- Hugh Laurie (VF : Féodor Atkine) : Dr Gregory House
- Lisa Edelstein (VF : Frédérique Tirmont) : Dre Lisa Cuddy
- Omar Epps (VF : Lucien Jean-Baptiste) : Dr Eric Foreman
- Robert Sean Leonard (VF : Pierre Tessier) : Dr James Wilson (23 épisodes)
- Jennifer Morrison (VF : Cathy Diraison) : Dre Allison Cameron (19 épisodes)
- Jesse Spencer (VF : Guillaume Lebon) : Dr Robert Chase (21 épisodes)
- Peter Jacobson (VF : Patrick Osmond) : Dr Chris Taub
- Olivia Wilde (VF : Caroline Pascal) : Dre Remy Hadley, dite Numéro 13
- Kal Penn (VF : Nessym Guetat) : Dr Lawrence Kutner (21 épisodes)

### Acteurs récurrents
- Jennifer Crystal Foley : Rachel Taub (5 épisodes)
- Anne Dudek : Dr Amber Volakis (4 épisodes, en tant qu'hallucination)
- Michael Weston : Lucas Douglas (3 épisodes)
- Bobbin Bergstrom : infirmière (21 épisodes)

### Invités
- Felicia Day : Apple (épisode 2)
- Breckin Meyer : Brandon (épisode 3)
- Diane Baker : Blythe House (épisode 4)
- Vanessa Zima : Becca (épisode 6)
- Emily Rios : Sophia (épisode 8)
- Željko Ivanek : Jason (épisode 8)
- Lori Petty : Janice Burke (épisodes 10, 11 et 12)
- Lucas Till : Simon (épisode 11)
- Erika Flores : Sarah (épisode 13)
- David Purdham (en) : Chef Anthony (épisode 14)
- Judith Scott : Dana Miller (épisode 14)
- Jay Karnes : Nick Greenwald (épisode 17)
- Judy Greer : Morgan West (épisode 18)
- Mos Def : Lee (épisode 19)
- Meat Loaf : Eddie (épisode 20)
- Carl Reiner : Eugene Schwartz (épisode 24)

## Résumé de la saison
Huit semaines après la mort de sa compagne Amber, Wilson a du mal à faire son deuil et sa relation avec son meilleur ami House est mise à l'épreuve. Il est obligé de décider si oui ou non House est une force destructrice dans sa vie tandis que House se demande s'il est responsable de la mort de la jeune femme. Les deux hommes se réconcilient le jour où House se rend à l'enterrement de son père.
House a engagé un certain Lucas, détective privé, pour enquêter sur les cas traités. Mais il se sert bientôt de lui pour espionner Wilson et les autres membres de son équipe.
Après une prise d'otages au cours de laquelle elle a dû prendre des médicaments qui ont porté atteinte à sa santé, Numéro 13 accepte de participer à des essais cliniques dirigés par Foreman pour sa maladie d’Huntington. L'expérience va les rapprocher. De son côté Cuddy se lance dans une procédure d'adoption. House essaie de contrarier les projets des amoureux et de Cuddy. Cependant, le couple s'officialise et Cuddy, après un premier échec, adopte l'enfant d'une adolescente dont elle a diagnostiqué l'éclampsie.
Lors des essais cliniques, Foreman découvre que Numéro Treize fait partie du groupe qui est sous placebo. Contre l'avis de House et de Chase, il choisit de donner à sa compagne le véritable traitement, ce qui entraîne des complications graves. Foreman doit se retirer de l'étude et se voit infliger une amende et l'interdiction de participer à de nouveaux essais cliniques ; Numéro Treize arrête l'expérience.
Pour des raisons inexpliquées, Lawrence Kutner se suicide. Ce geste marque tous les esprits, notamment celui de House qui cherche vainement à en comprendre les raisons. Il se remet à souffrir d'hallucinations au cours desquelles Amber lui apparaît. Attribuant d'abord ces troubles au manque de sommeil, il finit par admettre que Wilson a raison d'incriminer le Vicodin et tente un sevrage. Après un épisode hallucinatoire où il imagine faire l'amour avec Cuddy venue pour l'aider à se désintoxiquer, il accepte d'entrer à l'hôpital psychiatrique de Mayfield au moment où Chase et Cameron se marient.

## Épisodes
1. Parle avec lui
2. Cancer es-tu là ?
3. Flou artistique
4. L'Origine du mal
5. La Vie privée de n° 13
6. Rêves éveillés
7. Consultation à domicile
8. Un vent d'indépendance
9. Un diagnostic ou je tire
10. Manger bouger
11. Le Divin Enfant
12. Le Grand Mal
13. Le Petit Paradis
14. À la recherche du bonheur
15. Crise de foi
16. Un peu de douceur
17. L'Hypocrite heureux
18. Un chat est un chat
19. Je suis vivant !
20. Sans explication...
21. Quand le doute s'installe
22. House divisé
23. Écorchés vif
24. Parle avec elle

### Épisode 1:Parle avec lui
- États-Unis /  Canada : 16 septembre 2008 sur FOX[2] / Global[3]
- Belgique : 8 avril 2009 sur RTL-TVI
- Suisse : 9 avril 2009 sur TSR1
- Québec : 30 septembre 2009 sur TVA
- France : 2 février 2010 sur TF1

- États-Unis : 14,77 millions de téléspectateurs[4] (première diffusion)
- Canada : 2,684 millions de téléspectateurs[5]
- France : 8,7 millions de téléspectateurs[6]

- Christine Woods (Lou)
- Jamie Rose (Patty)
- David Kagen (C.E.O.)
- Paul Haitkin (Another Suit)
- Bob Sherer (Patient)
- Janet Song (Surgeon)
- Bobbin Bergstrom (Nurse)

Une employée d'un mouvement féministe est prise d'hallucinations : elle voit des fourmis partout sur elle. Foreman donne le cas à House mais Cuddy lui prend le dossier tant qu'il n'a pas parlé à Wilson. Toujours chagriné par la mort d'Amber, Wilson rédige sa lettre de démission. House tente absolument tout pour le faire rester, sans succès. La patiente a une carence en vitamine B12, que Numéro 13 soigne. Cette dernière, qui sait depuis peu qu'elle est positive pour la chorée de Huntington, veut convaincre la patiente d'arrêter de jouer les sous-fifres avant de raconter son histoire.
La patiente ne va pas mieux : son cœur est toujours aussi faible, et elle a une hémorragie rectale. Kutner est fier d'annoncer que le test de grossesse est positif, mais une échographie ne montre rien. House tente encore de retenir Wilson, mais sous l'insistance de son équipe, il abandonne pour confirmer le diagnostic : grossesse extra-utérine, le fœtus s'est fixé à l'intestin. La patiente fait une bradycardie puis une hémorragie. Numéro 13 est surprise de voir que la patiente n'insiste pas pour garder l'enfant : elle a 37 ans, vit constamment sous les ordres de sa patronne et n'a pas de vie personnelle. Chase l'opère pour retirer le fœtus, mais la patiente est toujours aussi faible. Kutner, sur la vidéo de l'opération, trouve une excroissance sur l'intestin. Chase refusant de l'opérer de nouveau, l'équipe lui fait une endoscopie et extrait la bosse. Cuddy veut que House culpabilise, se sente responsable de la mort d'Amber. Elle tente même une « thérapie de couple », qui ne change absolument rien. Puis House remarque que la patiente va mieux après une chimiothérapie. Ce n'est pas parce qu'elle avait le lymphome diagnostiqué par Wilson, mais une lèpre lépromateuse diffuse, qui conjuguée à la grossesse explique tous les symptômes. Elle guérit mais retourne vivre sa vie d'avant, ce qui navre Numéro 13.

### Épisode 2:Cancer es-tu là?
- États-Unis : 23 septembre 2008 sur FOX
- Belgique : 8 avril 2009 sur RTL-TVI
- Suisse : 9 avril 2009 sur TSR1
- Québec : 7 octobre 2009 sur TVA
- France : 2 février 2010 sur TF1

- États-Unis : 12,38 millions de téléspectateurs[7] (première diffusion)
- France : 9,1 millions de téléspectateurs[6]

- Michael Weston (Lucas)
- Felicia Day (Apple)
- Tim Conlon (Dr Laibson)
- Elaine Kagan (Belinda)
- Melissa Loprire (Girl)
- Christine Lucas (Emma)
- Denice Sealy (Nurse)
- Tyler Patton (Neurosurgeon)
- Eric Kaldor (Frank)
- Aimee Bell (Holly)
- Dennis Keiffer (Danny)
- David Buglione (Rico)
- Mark Beltzman (Tibalt Oyylant)
- Mike Gaines (Morgan)
- Jamine Alvarez (April)
- Bobbin Bergstrom (Nurse)

Deux femmes font du tennis. Soudain l'une d'elles s'effondre. C'est aussi le cas d'un ouvrier de chantier, d'un boxeur et d'un joueur d'orchestre philharmonique. "Numéro 13" rentre dans une salle de classe. La professeur de mathématiques qui donnait son cours a subi une greffe de cornée 5 ans auparavant. Elle et un vieil homme à l'état de santé préoccupant sont hospitalisés. Cinq ans plus tôt, tous ces patients ont reçu des organes d'un même donneur, et tous les greffés décédés ont eu des organes différents atteints : cœur, foie, pancréas, poumon. La professeure est atteinte au cerveau, car elle a des troubles de la vision et des hallucinations. House pense à un cancer, mais l'équipe pense que ce n'est pas le cas, car aucun cancer n'atteint aléatoirement ces organes. Entre-temps, Kutner repère un homme qui se permet de donner son avis lors d'un diagnostic différentiel : House a engagé un détective privé, Lucas Douglas, pour enquêter sur l'historique des patients, découvrant ainsi que le donneur a une fille de quatre ans.

### Épisode 3:Flou artistique
- États-Unis : 30 septembre 2008 sur FOX
- Belgique : 15 avril 2009 sur RTL-TVI
- Suisse : 16 avril 2009 sur TSR1
- Québec : 14 octobre 2009 sur TVA
- France : 9 février 2010 sur TF1

- États-Unis : 12,98 millions de téléspectateurs[8] (première diffusion)
- France : 7,5 millions de téléspectateurs[9]

- Michael Weston (Lucas Douglas)
- Breckin Meyer (Brandon)
- Jennifer Crystal Foley (Rachel Taub)
- Marika Dominczyk (Heather)
- Sarah Knowlton (Susan)
- Drew Powell (Anthony)

### Épisode 4:L'Origine du mal
- États-Unis : 14 octobre 2008 sur FOX
- Belgique : 15 avril 2009 sur RTL-TVI
- Suisse : 16 avril 2009 sur TSR1
- France : 9 février 2010 sur TF1

- États-Unis : 13,27 millions de téléspectateurs[10] (première diffusion)
- France : 8 millions de téléspectateurs[9]

- Diane Baker (Blythe House)
- R. Lee Ermey (John House)
- Samantha Quan (Nicole)
- Scott Paulin (Bob)
- Christine Healy (Janice)
- Jack Conley (Sheriff Costello)
- Ho-Kwan Tse (Fang Dong Wen)
- Raymond Ma (Wu Zheng)
- Esther Kwan (Wu An Lan)
- Jonathan Palmer (Minister)
- Bobbin Bergstrom (Nurse)

Une jeune Chinoise adoptée par un couple américain retourne temporairement en Chine afin d'y chercher ses parents biologiques. Elle interpelle le couple auquel ses recherches l'ont amenée dans un temple bouddhiste mais celui-ci semble effaré. Tandis qu'elle soulève une statue de Bouddha pour prier, elle se met à vomir du sang et s'effondre. Rapatriée, elle est prise en charge par l'équipe de House. 
Lors de l'étude du cas, House révèle à demi-mot à l'équipe que son père vient de décéder, mais refuse d'aller à l'enterrement, affirmant qu'il ne l'aimait pas et que sa mort n'est qu'un événement sans importance pour lui.
Prétextant que la patiente a un SRAS, Cuddy lui injecte de l'immunoglobuline, mais il s'évanouit et se réveille dans une voiture avec Wilson au volant. C'était un plan pour l'amener à l'enterrement. 
Le foie de la patiente fait une insuffisance, puis on lui décèle un kyste au pancréas. Sur la route, House tente par divers moyens de ne pas se rendre à l'enterrement, faisant tomber les clés de la voiture de Wilson dans un caniveau. Lui et Wilson se feront même arrêter par la police et l'on apprend alors qu'un mandat de Louisiane est retenu contre Wilson. Mais lorsque le policier apprend qu'ils vont à l'enterrement du père de House, ils sont libérés et arrivent à l'enterrement.
House fait un éloge "à sa manière" et s'approche de son père pour lui prélever de l'ADN, car il pense depuis ses 12 ans que ce n'est pas son père biologique. Peu après, Wilson, énervé par House, prend une bouteille et brise une vitre, tout comme en Louisiane. Dans un petit restaurant, ils trouvent le diagnostic de la patiente : elle est victime de la politique de l'enfant unique chinoise, et ses parents ont voulu la tuer en lui mettant des aiguilles de fer dans le cerveau à sa naissance. On les lui retire et elle est sauvée. 

### Épisode 5:La Vie privée de n° 13
- États-Unis : 21 octobre 2008 sur FOX
- Belgique : 22 avril 2009 Sur RTL-TVI
- Suisse : 23 avril 2009 sur TSR1
- France : 23 février 2010 sur TF1

- États-Unis : 13,08 millions de téléspectateurs[11] (première diffusion)
- France : 8 millions de téléspectateurs[12]

- Michael Weston (Lucas)
- Angela Gots (Spencer)
- Al Damji (Paramedic)
- Helena Barrett (femme avec Thirteen)
- Bobbin Bergstrom (infirmière)

### Épisode 6:Rêves éveillés
- États-Unis : 28 octobre 2008 sur FOX
- Belgique : 22 avril 2009 sur RTL-TVI
- Suisse : 23 avril 2009 sur TSR1
- Québec : 4 novembre 2009 sur TVA
- France : 23 février 2010 sur TF1

- États-Unis : 13,49 millions de téléspectateurs[13] (première diffusion)
- France : 7,73 millions de téléspectateurs[12]

- Salvator Xuereb (Jerry Harmon)
- Joanna Koulis (Samantha Harmon)
- Vanessa Zima (Becca)
- Janice Allen (Sadie)
- Bobbin Bergstrom (Nurse)

### Épisode 7:Consultation à domicile
- États-Unis : 11 novembre 2008 sur FOX
- Belgique : 29 avril 2009 sur RTL-TVI
- Suisse : 30 avril 2009 sur TSR1
- Québec : 11 novembre 2009 sur TVA
- France : 2 mars 2010 sur TF1

- États-Unis : 13,06 millions de téléspectateurs[14] (première diffusion)
- France : 7,5 millions de téléspectateurs[15]

- Jennifer Crystal Foley (Rachel Taub)
- Todd Louiso (Nozick)
- Marcus Eley (Larry Ruseckas)
- Yoyao Hsueh (EMT)
- Jack J. Bennett (Fireman)
- P.J. Griffith (Frank)
- Frank Nobel (Hal)
- Diarra Kilpatrick (Sally)
- Kelly Michaels (Guy)
- Bobbin Bergstrom (Nurse)

### Épisode 8:Un vent d'indépendance
- États-Unis : 18 novembre 2008 sur FOX
- Belgique : 29 avril 2009 sur RTL-TVI
- Suisse : 30 avril 2009 sur TSR1
- France : 2 mars 2010 sur TF1

- États-Unis : 13,26 millions de téléspectateurs[16] (première diffusion)
- France : 7,7 millions de téléspectateurs[15]

- Emily Rios (Sophia)
- Alexandra Lydon (Melinda)
- Kyle Silverstein (Jonah)
- Nathan Gamble (Evan)
- Bob McCracken (Doug)
- Liza Colón-Zayas (Maria)
- Al Coronel (Ray)
- Chrissie Pit (Girl)
- Dawn Frances (Nurse)
- Yolanda Rubio-Soto (Sophia's Mom)
- Jose Chavez (Sophia's Dad)
- Bobbin Bergstrom (Nurse)

- Sophia : Leucémie aiguë promyélocytaire et empoisonnement à l'arsenic
- Jonah : empoisonnement au fer

### Épisode 9:Prise d'otages
- États-Unis : 25 novembre 2008 sur FOX
- Belgique : 6 mai 2009 sur RTL-TVI
- Suisse : 7 mai 2009 sur TSR1
- France : 9 mars 2010 sur TF1

- États-Unis : 12,88 millions de téléspectateurs[17] (première diffusion)
- France : 8,5 millions de téléspectateurs[18]

- Željko Ivanek (Jason)
- Wood Harris (Bowman)
- Tracy Vilar (Nurse Regina)
- Evan Peters (Oliver)
- Sarah Thompson (Nikki)
- Alex Sol (Larry)
- Natasha Gregson Wagner (Sandra)
- Evan Jones (Bill)
- Marcus Chait (Mitch)
- Jack Guzman (Security Guard #1)

L'histoire commence à l'hôpital, dans une salle d'attente fourmillant d'activité. Un homme entre dans le bureau de Cuddy, souhaitant lui parler, mais House, seul présent dans la pièce, lui dit de sortir. Armé d'un pistolet, il prend soudain en otage quelques patients, une infirmière, House et "Numéro 13" et s'enferme avec eux dans le bureau de Cuddy. L'homme exige à tout prix un diagnostic pour sa maladie, que seize médecins et deux ans de consultation et d'examens n'ont pas réussi à identifier. Tandis que Cuddy et les forces de l'ordre tentent de faire sortir les otages sains et saufs, House fait un diagnostic différentiel sur le patient. Ses symptômes sont éruptions cutanées, insomnies, problèmes respiratoires et palpitations cardiaques. House suggère une sclérodermie pulmonaire. Le patient exige que l'un des otages prenne le traitement avant lui. Mais le "cobaye" s'effondre, car House lui a injecté du Propofol et non le traitement, ce qui énerve le patient.
Il prend néanmoins le traitement. Surviennent deux autres symptômes : hyperacousie (il entend les agents du SWAT se mettre en place à l'extérieur) et faiblesse du côté gauche, indiquant une névralgie post-herpétique. L'homme se met à tirer sur un otage, qui heureusement survit. House demande aux forces de l'ordre de la capsaïcine pour la névralgie. Ces dernières exigent de Jason, le patient, qu'il libère un otage en échange de la livraison du traitement. Mais Jason veut que ce soit Cuddy qui le fasse, ce que les forces de l'ordre refusent. Taub et Kutner vont chez lui et trouvent une photo de sa mère avec quelques "symptômes" visibles. Le cœur de Jason bat trop vite. "Numéro 13" va chercher de l'adénosine mais Jason veut qu'elle la prenne d'abord. Et comme House s'y attendait, elle s'effondre. Jason prend l'adénosine, son cœur redescend. House remarque qu'il transpire, mais seulement d'un côté, indiquant un cancer du poumon avec un syndrome de Pancoast-Tobias, confirmé par une sécheresse de la bouche. Jason libère des otages pour aller en radiologie.
Après un premier scanner raté parce que l'arme de Jason éblouissait l'image, aucune tumeur n'est décelée. House rend alors l'arme au patient, puisqu'il n'a pas posé le bon diagnostic. Puis il remarque qu'il favorise son oreille gauche car il est presque sourd de la droite. Il pense à un syndrome de Cushing et demande de la dexaméthasone. Jason exige que "Numéro 13" la prenne mais elle fait une défaillance rénale. En giflant Jason, House remarque un signe de Chvostek : il a une déficience en calcium. Cameron suggère une mélioïdose, diagnostic cohérent vu que Jason est allé en Floride. House veut qu'il prenne de la ceftazidime, mais Jason exige que "Numéro 13" la prenne d'abord. Ne voulant pas mourir, elle refuse. Il finit par céder et s'injecte le traitement mais l'explosion de la porte causée par les forces de l'ordre met fin à la situation. Jason est arrêté, toutefois heureux d'avoir enfin sa réponse. Sous dialyse, "Numéro 13" récupère et accepte les essais cliniques pour retarder sa chorée de Huntington.

### Épisode 10:Manger Bouger
- États-Unis : 2 décembre 2008 sur FOX
- Belgique : 6 mai 2009 sur RTL-TVI
- Suisse : 7 mai 2009 sur TSR1
- France : 9 mars 2010 sur TF1

- États-Unis : 12,51 millions de téléspectateurs[19] (première diffusion)
- France : 8,1 millions de téléspectateurs[18]

- Samantha Shelton (Emmy)
- Becky Baeling (Deedee)
- Brad Grunberg (Irv)
- David Lengel (Video Director)
- Christopher Stapleton (John Hadley)
- Nicole Cannon (Nurse)
- Lori Petty (Janice)
- Julia Putnam (Young Thirteen (age 9))
- Danielle Petty (Anne Hadley)

Une jeune femme de 30 ans tourne une campagne contre l'obésité. Soudain, elle s'effondre et chute des escaliers où elle se trouvait, se cassant la cheville. Cuddy s'incruste dans le bureau de House depuis que le sien a été saccagé par Jason (voir l'épisode Un diagnostic ou je tire). House tente en vain de la faire partir. "Numéro 13" commence les essais cliniques et apprend que ses nerfs ont commencé à se dégénérer. Elle se remémore le temps où sa mère était, elle aussi, victime de la chorée de Huntington. Taub apprend que Kutner a ouvert une clinique en ligne sous le nom de House. La patiente fait de l'exercice mais fait une crise cardiaque. L'IRM révèle un anneau gastrique, ce qui explique comment elle a maigri aussi vite. Le test des selles est peu concluant. Foreman s'introduit chez "Numéro 13" et découvre des médicaments, et lui dit que soit elle vient aux essais du lendemain, soit elle ne vient plus. House envisage un traitement par chélation mais aucune amélioration n'apparaît : ses muscles continuent à faiblir. Dans l'ascenseur, Taub et Kutner tombent sur la patiente de la clinique en ligne de Kutner et l'auscultent incognito, mais son cas est impossible à diagnostiquer. Taub suggère un syndrome de Guillain-Barré pour l'autre patiente, mais une crise d'hallucinations indique le contraire. Cuddy découvre que son bureau a été rénové à son goût, et pense que c'est House qui en a eu l'idée.
- Le titre anglais de cet épisode est inspiré d'une réplique (plus ou moins faussement) attribuée à Marie-Antoinette d'Autriche vis-à-vis d'une manifestation de femmes marchant sur Versailles et réclamant du pain au début de la Révolution française (« S’ils n’ont pas de pain, qu'ils mangent de la brioche ! »). La forme française du titre est liée à la campagne gouvernementale française de santé publique du même nom[20].

### Épisode 11:Le Divin Enfant
- États-Unis : 9 décembre 2008 sur FOX
- Belgique : 13 mai 2009 sur RTL-TVI
- Suisse : 14 mai 2009 sur TSR1
- France : 16 mars 2010 sur TF1

- États-Unis : 14,05 millions de téléspectateurs[21] (première diffusion)

- Lori Petty (Janice)
- B.K. Cannon (Natalie)
- Michael Leydon Campbell (Mr. Soellner)
- Sherilyn Fenn (Mrs. Soellner)
- Lucas Till (Simon)
- Phyllis Lyons (Dr Schmidt)
- Bitsie Tulloch (Whitney)
- John Forrest (Geoff)
- Meaghan Jette Martin (Sarah)
- Taylor Dooley (Rachelle)
- Ben Shields (Jonathan)
- Alix Korey (Anna)
- Christopher DeMaci (Squatter)
- Marissa Ingrasci (Woman)
- Bobbin Bergstrom (Nurse)

Lors du spectacle de Noël de son école, une adolescente de 16 ans en surpoids, Nathalie, se met à vomir.
House apprend qu'on lui a offert un livre sur la chirurgie de Joseph Bell qui vaut extrêmement cher, mais refuse d'y toucher et le met à la poubelle.
On pense que Nathalie a été victime de champignons hallucinogènes donnés par ses camarades. Elle manque de s'étouffer à cause d'un œdème pulmonaire.
Taub et Kutner mènent leur enquête pour savoir d'où vient le cadeau. Wilson cite le nom d'une ancienne patiente et liaison de House, Irene Adler, mais il menait en fait les deux médecins en bateau et finit par leur révéler que House est une fois de plus en train de se jouer d'eux : le cadeau est celui qu'il a lui-même offert à House l'année précédente et qu'il n'avait jamais ouvert. House assure les consultations, en blouse blanche, et se montre parfaitement adorable avec les patients.
Nathalie est prise de convulsions.
"Numéro 13" apprend que Janice, une femme atteinte comme elle de la chorée de Huntington, a quitté les essais cliniques de Foreman :  dans le médicament expérimental, les antiacides lui donnait des nausées et elle voulait profiter du peu de temps qui lui reste.
 Kutner et Taub apprennent que Simon, camarade de Nathalie, lui vendait de la vodka chaque semaine. L'alcoolisme est envisagé mais Nathalie nie fortement.
La femme que House a rencontré en consultation a amené son petit ami ; celui-ci demande un test de paternité, car House pense que la femme est enceinte, or elle dit ne pas avoir eu de rapports.
Nathalie fait alors de la bradycardie. On pense à une leucémie. Mais rien n'est concluant.
House annonce au couple des consultations une parthénogénèse, un bébé fabriqué sans spermatozoïdes. Mais ce n'est qu'une supercherie de House pour cacher l'infidélité de la femme. Il trouve un cadeau dans son bureau et l'on comprend pourquoi il assurait les consultations. En effet, son but était de se faire apprécier par un patient afin de gagner un pari avec Wilson : le premier à obtenir un cadeau d'un patient gagnait la partie.
Cuddy diagnostique une éclampsie chez Nathalie. Elle est enceinte de Simon, du moins était, car elle a abandonné son bébé dans une maison insalubre. Heureusement, Cuddy découvre qu'un couple l'a sauvée (c'est une fille) et ramène le bébé. Nathalie est condamnée, mais son bébé s'en sort. Cuddy révèle qu'elle compte adopter le bébé.

### Épisode 12:Le Grand Mal
- États-Unis /  Canada : 19 janvier 2009 sur FOX / Global
- Belgique : 13 mai 2009 sur RTL-TVI
- Suisse : 21 mai 2009 sur TSR1
- France : 16 mars 2010 sur TF1

- États-Unis : 15,02 millions de téléspectateurs[22] (première diffusion)
- Canada : 2,425 millions de téléspectateurs[23]

- Martin Henderson (Jeff)
- Sarah Danielle Madison (Lynne)
- Jake Cherry (Zach)
- Lori Petty (Janice)
- Alex Fernandez (Fernando)
- Anthony Montgomery (James Carlton)
- James Ingersoll (Chris Carrick)
- Aisha Kabia (Nurse Rita)
- Bobbin Bergstrom (Nurse)

Un homme nommé Jeff tente de se suicider dans sa voiture. Il souffre en effet de douleurs chroniques. Cuddy annonce sa rencontre avec un agent des services sociaux pour l'adoption du bébé de l'adolescente décédée dans l'épisode précédent. Après un interrogatoire de la femme du patient et de son fils, Taub apprend un optimisme, un calme mais aussi un sérieux problème de sommeil. Chez lui, Foreman et "Numéro 13" s'expliquent et Foreman pense qu'elle l'évite. Dans son frigo, ils trouvent de la caille, source de rhabdomyolyse. Mais elle s'avérera inexacte après un arrêt cardiaque causé par une embolie pulmonaire, suggérant un syndrome de Trousseau. Un soir de déluge, le plafond de House cède et l'asperge d'eau, mais le plombier dit que cela n'est pas couvert par l'assurance, puisque les dégâts seraient volontaires. Taub et Kutner découvrent de l'air dans les intestins de Jeff. House en découvre la cause : en voulant rompre sa perfusion avec ses dents, pour se suicider à nouveau, Jeff a insufflé de l'air dedans. Ce dernier demande qu'on le laisse mourir. Foreman suggère la maladie de Mc Ardle. Mais la douleur frappe la jambe de Jeff.

### Épisode 13:Le Petit Paradis
- États-Unis : 26 janvier 2009 sur FOX
- Belgique : 20 mai 2009 sur RTL-TVI
- Suisse : 21 mai 2009 sur TSR1
- France : 23 mars 2010 sur TF1

- États-Unis : 15,69 millions de téléspectateurs[24] (première diffusion)

- Erika Flores (Sarah)
- Andy Scott Harris (Johnny)
- Tammy Dahlstrom (Tammy)
- Saige Ryan Cambell (Jessica)
- Sam Gregory (Screaming Kid)
- Bobbin Bergstrom (Nurse)

Sarah, une enseignante pour enfants assistés, se met à tousser du sang avant de s'évanouir. Cameron annonce que Cuddy lui a confié son poste (voir l'épisode Le Grand Mal). Le test de coagulation de Sarah n'est pas très concluant. Chez elle, avec sa fille, Cuddy dit ne rien ressentir, alors qu'elle devrait. Sarah fait un arrêt respiratoire. House suggère une thrombocytopénie, mais lance une vraie fausse radiothérapie, qui se conclura par une crise cardiaque. L'équipe suggère la fabrication d'agglutinines froides par son corps, mais après un bain glacé, cette hypothèse est oubliée. Kutner suppose une tumeur au pancréas et House une sclérose en plaques. Il veut ouvrir le crâne de la patiente mais Cameron ordonne une IRM.

### Épisode 14:À la recherche du bonheur
- États-Unis : 2 février 2009 sur FOX
- Belgique : 20 mai 2009 sur RTL-TVI
- Suisse : 28 mai 2009 sur TSR1
- France : 23 mars 2010 sur TF1

- États-Unis : 14,87 millions de téléspectateurs[25] (première diffusion)

- Judith Scott (Dana Miller)
- Jennifer Crystal Foley (Rachel Taub)
- David Purdham (Chef Anthony)
- Bobbin Bergstrom (Nurse)

Alors qu'elle suit un cours de cuisine, une femme médecin, Dana Miller, a une cyanose et des douleurs au torse et au dos. Constatant que les deux ascenseurs sont temporairement hors service, House prend, douloureusement, les escaliers. Miller se révèle être une renommée chercheuse en cancérologie. "Numéro 13" pense à de l'asthme. House constate qu'elle et Kutner ont pris l'ascenseur, malgré la soi-disant panne. Miller avoue avoir démissionné à cause d'un myome utérin bénin qui s'est toutefois révélé critique, et qui lui a fait réaliser qu'elle n'était pas heureuse dans sa vie. Elle a alors abandonné la cancérologie pour des activités où elle se sent heureuse et épanouie (cours de cuisine, de piano...). House apprend que la panne de l'ascenseur est fictive car Cuddy veut le punir de l'avoir obligée à revenir. Miller n'a pas d'asthme. L'équipe envisage une fibrose pulmonaire. Foreman ne sait pas s'il doit donner à "numéro 13" le vrai médicament contre la chorée de Huntington au lieu du placebo qu'elle prend. En effet, si cela se savait sa carrière serait fortement compromise. Le ventre de la patiente se met à se remplir de sang, tandis que House continue de subir les pièges préparés à son intention (fil tendu à l'entrée de son bureau, sa canne qui lui est dérobée...). Wilson, à son tour, juge Miller par rapport à sa démission. House pense que Cuddy continue de se venger. Foreman avoue la vérité à "numéro 13". Il constate que Miller s'est accidentellement grattée jusqu'au crâne.

### Épisode 15:Crise de foi
- États-Unis : 16 février 2009 sur FOX
- Belgique : 3 juin 2009 sur RTL-TVI
- Suisse : 28 mai 2009 sur TSR1
- France : 6 avril 2010 sur TF1

- États-Unis : 14,19 millions de téléspectateurs[26] (première diffusion)

- Jimmi Simpson (Daniel Bresson)
- Jake Thomas (Ryan)
- Janet Haley (Eileen)
- Terrance Ellis (Daryl)
- Nick Josephs (Man)
- Bobbin Bergstrom (Nurse)

Dans une maison d'aide aux sans-abris, un prêtre désabusé se repose en buvant du whisky et fumant une cigarette. Il est alors pris d'hallucinations et voit et entend le Christ flottant dans l'air et portant ses stigmates.
A Princeton-Plainsboro, Cuddy invite House à la cérémonie de zeved habat de sa fille Rachel, ce que House refuse. Pour s'occuper, il prend le dossier du prêtre et fait des propositions sur la cause des hallucinations, omettant l'alcool. Alors que Taub et Kutner font des examens, House lance un ultimatum à Foreman et n°13 : soit ils se séparent, soit ils démissionnent, leur relation ayant failli avoir des conséquences gravissimes pour l'hôpital. Le couple prend cela pour un jeu pervers de House et refuse de se soumettre.
Taub et Kutner découvrent que le prêtre a souvent changé de paroisse ces quatre dernières années à la suite d'une accusation de pédophilie, démentie par l'intéressé ; mais depuis, il aurait perdu la foi. Les examens ne montrent rien. C'est le moment que House choisit pour obtenir la réponse de Foreman et n°13 ; devant leur refus, il renvoie Foreman. Soudainement, le pied gauche du prêtre se nécrose et il perd un orteil. Pour éviter la propagation de la nécrose, l'équipe place le patient dans un caisson hyperbare, mais il y fait une crise cardiaque.
Alors que Foreman cherche un autre emploi, ce qui lui semble compromis, n°13 négocie avec House : si elle démissionne, Foreman peut revenir. Cuddy, quant à elle, revient sur sa proposition et refuse à House la permission de venir à la cérémonie, ce qu'il accepte sans broncher. Le cas du prêtre s'aggrave : anesthésie locale, cécité de l'œil droit. Un examen de la rate montre la présence d'un insecte, normalement inoffensif sauf pour un patient ayant un système immunitaire déficient ; le prêtre aurait le SIDA. Il refuse le test, mais nie avoir eu toute expérience sexuelle ou prise de drogues. Taub se charge de retrouver Ryan, le garçon à l'origine de l'accusation, pour savoir s'il est également séropositif.
Alors que le prêtre réagit au traitement pour le SIDA par des ulcères cutanés, Ryan arrive à l'hôpital et demande pardon au prêtre. House réembauche finalement Foreman. Avec l'aide de Wilson, House diagnostique finalement un syndrome de Wiskott-Aldrich, qui explique tout sauf les hallucinations, dues à l'alcool. Le prêtre croit alors à une intervention divine, le nombre de coïncidences étant trop grand.

### Épisode 16:La Face cachée
- États-Unis /  Canada : 23 février 2009 sur FOX / Global
- Belgique : 3 juin 2009 sur RTL-TVI
- Suisse : 4 juin 2009 sur TSR1
- France : 6 avril 2010 sur TF1

- États-Unis : 14,85 millions de téléspectateurs[27] (première diffusion)
- Canada : 2,463 millions de téléspectateurs[28]

- Dominic Scott Kay (Jackson)
- Julia Campbell (Melanie)
- Ben Reed (Joseph)
- Nick Puga (Ian)
- Fred Kronenberg (Doctor)
- Meagan Gordon (Young Woman)
- Nicole Cannon (Nurse Helen)
- Bobbin Bergstrom (Nurse)

Des parents consultent un médecin car leur bébé présente des signes d'intersexuation. Plusieurs années plus tard, lors d'un match de basket, le fils (ils ont décidé d'en faire un garçon) joue et fait gagner son équipe avec un panier décisif malgré des hésitations. Au moment de fêter la victoire, il est pris de douleurs abdominales et s'évanouit sur le terrain. Foreman et "numéro 13" sont encore ensemble malgré la rupture à laquelle House croit depuis l'épisode précédent. Les parents ne veulent pas que House dise à Jackson, leur fils, le secret qui plane sur lui. L'équipe cherche avant tout un diagnostic lié à son hermaphrodisme.
"Numéro 13" maintient l'idée de la rupture dans l'équipe. L'IRM ne révèle pas l'utérus caché suspecté par les parents, apparemment bien documentés. Kutner pense que le consentement de House pour l'idée de cet examen suggérée par les parents n'est pas naturel. Lors d'un examen de la vessie, Jackson a une effusion péricardiale. Wilson, puis Cuddy, s'inquiètent à leur tour de la "bonne humeur" de House. "Numéro 13" suggère aux parents de tout avouer en leur recommandant d'arrêter la testostérone, mais la mère refuse, souhaitant continuer à faire croire à son fils qu'ils lui donnent des "vitamines". Elle apprend que cette dernière a paniqué lorsque Jackson a annoncé vouloir faire de la danse. Les paumes de Jackson deviennent soudainement rouges.
Cuddy et Wilson décident de parler à House pour comprendre ce soudain changement d'humeur mais ils le trouvent inanimé dans son bureau, ne respirant plus. Après avoir été réanimé par Foreman, House élude les questions de Wilson et de Cuddy en disant qu'il a seulement pris un peu trop de Vicodin. Mais Wilson devine qu'il a pris quelque chose de plus fort. Foreman comprend que Taub et Kutner savent que sa rupture avec "Numéro 13" est fausse. Taub trouve de la toxoplasmose dans une bouteille d'eau de Jackson, et "Numéro 13" trouve une lettre où Jackson dit se sentir différent et mélancolique.

### Épisode 17:L'Hypocrite heureux
- États-Unis /  Canada : 9 mars 2009 sur FOX / Global
- Belgique : 10 juin 2009 sur RTL-TVI
- Suisse : 4 juin 2009 sur TSR1
- France : 13 avril 2010 sur TF1

- États-Unis : 12,38 millions de téléspectateurs[29] (première diffusion)
- Canada : 2,313 millions de téléspectateurs[30]

- Jay Karnes (Nick)
- Susan Egan (Audrey)
- Darcy Rose Byrnes (Marika)
- Jodi Harris (Elaine)
- Devon Michaels (Timothy)
- Carlos Arellano (Nurse Gonzales)
- Sheri Foster (Cashier)
- Bobbin Bergstrom (Nurse)

### Épisode 18:Un chat est un chat
- États-Unis /  Canada : 16 mars 2009 sur FOX / Global
- Belgique : 10 juin 2009 sur RTL-TVI
- Suisse : 11 juin 2009 sur TSR1
- France : 13 avril 2010 sur TF1

- États-Unis : 13,13 millions de téléspectateurs[31] (première diffusion)

- Judy Greer (Morgan West)
- Christopher Moynihan (Neil Zane)
- Jennifer Crystal Foley (Rachel Taub)
- Whitney Cummings (Courtney)
- Charlie Carter (Billy)
- Lorene Noh (Business-Suited Woman)
- Bobbin Bergstrom (Nurse)

House bricole un circuit automobile en salle d'examen mais Cuddy surgit et lui impose le dossier d'une patiente. Tandis que cette dernière lui énumère ses symptômes, elle se met à convulser et urine un liquide vert.
Taub affirme que le cas n'est pas intéressant. Il trouve du bleu de méthylène chez la patiente, ce qui lui fait maintenir sa position. House pense à une intoxication au phénol. En réalité, c'est un subterfuge pour tromper Taub et sa théorie de la simulation. Ce dernier, en sortant, retrouve Neil Zane, un ancien camarade de lycée. 
Un test de House pour déclencher une autre crise échoue : Taub semble avoir raison mais la patiente, infirmière, dit qu'elle est vraiment malade. Neil est examiné par Taub. Il a été traité pour une labyrinthite, sans effet. En réalité il avait un dépôt de calcium que Taub fait partir. La patiente a ramené une chatte, Debbie, dont elle soutient qu'elle dort à côté des futurs morts. Elle fait un bronchospasme, preuve de la véritable existence d'un problème. 
House pense que Debbie a griffé Morgane, la patiente, et lui a transmis une fièvre par griffure, cependant aucun ver n'est trouvé. Taub est en période de mal-être pour sa femme. House place Debbie à côté de patients comateux pour voir si quelque chose se passe bel et bien. L'un d'eux fait une allergie au chat. Cuddy exige que House renvoie Morgane, qui révèle que son beau-fils est mort, et House découvre qu'elle se balade avec des porte-bonheurs. 

### Épisode 19:Je suis vivant!
- États-Unis /  Canada : 30 mars 2009 sur FOX / Global
- Belgique : 17 juin 2009 sur RTL-TVI
- Suisse : 11 juin 2009 sur TSR1
- France : 20 avril 2010 sur TF1

- États-Unis : 12,51 millions de téléspectateurs[32] (première diffusion)
- Canada : 2,308 millions de téléspectateurs[33]

- Mos Def (Lee)
- Faune Chambers (Molly)
- John Kapelos (Dr Kurtz)
- Scotty Noyd Jr. (Drake)
- Skye Barrett (Jolie)
- Bobbin Berstrom (Nurse)

Lee se réveille dans un lit d'hôpital, groggy. Il se remémore un accident de vélo où il a percuté une portière de voiture sans pouvoir freiner. Quand il entend les médecins parler de lui prélever ses organes, il essaie de les appeler pour leur dire qu'il est vivant, mais on ne l'entend pas : il souffre du syndrome d'enfermement, et ne peut que bouger ses yeux et fermer les paupières. Heureusement, House, lui aussi à l'hôpital à la suite d'un accident de moto, voit qu'il vit encore.
Alors que les médecins pensent à une infection virale, House voit sur un scanner une micro-tumeur cérébrale, et prévoit des complications, qui arrivent. Lee fait alors savoir à sa femme qu'il veut que House prenne en charge son cas, et le fasse transférer au Princeton-Plainsboro. À son arrivée, il remarque immédiatement l'amitié étrange entre House et Wilson ainsi que les sentiments entre House et Cuddy, et voit House « virer » Taub, à la suite de sa démission dans l'épisode précédent.
Pendant son opération, Lee perd l'usage total de ses muscles. Pour rétablir la communication, Taub propose d'installer un ordinateur capable de capter ses pensées : désormais, Lee ne peut communiquer que par « haut » pour « Oui » et « bas » pour « Non » via le déplacement d'un curseur sur un écran. À force d'interrogations, House et son équipe parviennent à retrouver des antécédents : alors qu'il a prétendu partir à Saint-Louis pour deux jours, il est en fait allé chez un ami pour chercher du travail. Taub et Kutner trouvent alors du cadmium sur le site de l'un de ses petits boulots, ce qui pourrait expliquer les symptômes. Mais quand il développe un œdème de la cornée, l'empoisonnement aux métaux lourds est écarté.
Pendant ce temps, Wilson cherche à savoir ce que faisait House dans la région de New York, là où il a eu son accident. House prétend une visite à la première femme de Wilson, puis au frère emprisonné de Foreman, puis à l'assistante sociale que commence à fréquenter Wilson. Mais l'oncologue vérifie à chaque fois, et voit que House ment.
Alors que Lee a des démangeaisons au pied, House comprend que son état est dû à une défaillance hépatique, sans trouver la cause. Finalement, Kutner trouve le diagnostic grâce à Treize : elle ne porte plus un bracelet que Foreman lui avait offert car elle a un rash au poignet, à la suite d'une éclaboussure d'urine en changeant la sonde urinaire de Lee. Comme Lee a vécu dans la cave de son ami, Kutner pense à une leptospirose, une maladie des rats transmise par l'urine. La maladie est confirmée après autopsie des animaux. Lee parvient à bouger le doigt, puis le bras et à parler à House : « Dieu vous a envoyé ».
Wilson en est venu à voler le téléphone de House pour trouver la raison de ses mensonges, et pourquoi il ne répondait pas aux appels en sa présence : House consultait un psychiatre. Mais il compte arrêter car la thérapie « ne marche pas ».
- Le style d'une grande partie de l'épisode est basé sur le film Johnny s'en va-t-en guerre (Johnny Got His Gun) de Dalton Trumbo et surtout sur le film Le Scaphandre et le Papillon de Julian Schnabel (adaptation de livre éponyme et autobiographique de Jean-Dominique Bauby) où l'on retrouve une personne qui souffre du syndrome d'enfermement et dont seul le mouvement de ses paupières lui permet de communiquer avec l'extérieur. Beaucoup de scènes se passent du point de vue du patient enfermé dans son corps sans possibilité de mouvement mais avec son esprit intact, tout comme les films de Trombo et Schnabel est réalisé du point de vue de la victime de la Première Guerre mondiale dans l'un et d'un accident vasculaire cérébral dans l'autre ; mais la manière de filmer, sa situation familiale et son monologue sont exactement à l'image du film de Julian Schnabel. House y fait clairement référence : « Son médecin est trop occupé à lui apprendre à épeler "Tuez-moi" en morse. » (« His doctor's busy trying to teach him to blink out "Kill me" in Morse code. ») ce qui correspond à la conclusion du film de 1971.[réf. nécessaire]

### Épisode 20:Sans explication…
- États-Unis /  Canada : 6 avril 2009 sur FOX / Global
- Belgique : 17 juin 2009 sur RTL-TVI
- Suisse : 18 juin 2009 sur TSR1
- France : 20 avril 2010 sur TF1

- États-Unis : 13,29 millions de téléspectateurs[34] (première diffusion)
- Canada : 2,109 millions de téléspectateurs[35]

- Meat Loaf (Eddie)
- Colleen Camp (Charlotte)
- Mary Jo Deschanel (Julia)
- Ed Brigadier (Richard)
- Hart Boykin (Arthur)
- Bob Rusch (Phil)
- Debbie Campbell (Katherine)
- Taylor Hardwick (Rosabel)
- Liz Benoit (Nurse Anne)
- Bobbin Bergstrom (Nurse)

Eddie est dans son lit de mort, avec une insuffisance cardiaque causé par un cancer des poumons, chez lui, entouré de ses proches. Il les fait sortir pour mourir seul en présence de sa femme, Charlotte. Il lui fait ses excuses pour la vie qu'il lui a offerte, quand soudain, Charlotte tombe en détresse respiratoire : sa trachée se bloque.
À son arrivée au Princeton-Plainsboro, House la prend en charge. Dans son bureau se trouvent Foreman et Taub, "Numéro Treize" étant avec la patiente et Kutner chez lui, avec son chien malade, d'après Taub. Le diagnostic différentiel supprime une apnée due à la charge pondérale de la patiente, mais s'oriente vers le virus varicelle-zona. Mais Charlotte refuse le traitement, voulant rentrer chez elle accompagner son mari. Taub décide alors de faire venir Eddie à l'hôpital.
Après que House se soit occupé en consultation d'une petite fille qui semblait désorientée avant un concours de mini-miss (elle s'était saoulée avec le bain de bouche de sa mère), il menace de renvoyer Kutner s'il n'arrive pas rapidement. Foreman et "Numéro 13" se rendent chez lui, et le découvrent inanimé dans une mare de sang, une balle dans la tempe. Kutner est mort, il se serait suicidé.
C'est l'effondrement dans l'équipe. House cherche à savoir si quiconque a vu un signe, mais personne n'a rien décelé. Taub rappelle alors qu'ils ont une patiente à soigner et part s'en occuper, alors que House, "Numéro 13" et Foreman vont voir les parents adoptifs de Kutner. Là-bas, House se montre odieux avec eux, les accusant de l'avoir plongé dans une crise identitaire en lui faisant prendre leur nom. Foreman lui intime l'ordre de retourner à l'hôpital avant qu'il n'aille trop loin. À son retour, Taub dit que Charlotte ressent une grande douleur, mais qu'aucun traitement ne fonctionne et qu'aucun diagnostic n'explique ses symptômes. House comprend alors que Charlotte simule sa douleur pour rester près de son mari. Alors que House allait la renvoyer chez elle malgré une soudaine douleur à la jambe, Eddie lui montre qu'elle a vraiment quelque chose : son épiglotte est détruite, et ses muscles se détériorent. House et son équipe pensent alors à une fièvre arménienne, mais quand ils rejoignent Charlotte, elle a voulu se suicider par overdose médicamenteuse en prenant toutes les pilules à sa portée.
Pendant ce temps, obsédé par le suicide de Kutner, House entre dans son appartement. Wilson, sur conseil de Cuddy, l'y rejoint. Il réalise alors que House n'est pas là pour comprendre Kutner, mais pour le mystère qui entoure son suicide. Quand House constate qu'il n'a rien raté, il en déduit qu'il n'y avait rien à rater : pour lui, c'est un meurtre. Il veut travailler sur son hypothèse avec son équipe, mais ils refusent. Comme l'état de Charlotte empire (défaillance hépatique), House pense à un déficit en alpha 1-antitrypsine.
House enquête sur tout : le casier judiciaire de Kutner, sa boîte mail, même l'homme qui a tué ses parents biologiques quand il avait 6 ans. Pour Charlotte, quand il apprend qu'elle a besoin d'un nouveau foie, que son mari est compatible mais pourrait ne pas survivre à l'opération, il explique le dilemme à Cameron et lui demande de faire en sorte que le mari accepte de mourir sur la table d'opération pour que sa femme récupère son foie. Ce dernier est d'accord, mais quand il signe, Cameron observe des nodules à ses doigts, ce qui semble montrer une infection traitable. Pendant ce temps, Foreman profite du temps de repos que lui a accordé Cuddy. Quand "Numéro 13" vient le voir, Foreman lui demande de le laisser seul. Elle part, blessée.
Finalement, les bons diagnostics tombent : Eddie est atteint d'une blastomycose cardiaque : les nodules dans ses poumons, pris pour des tumeurs, sont dus à un champignon. Le léger mieux qu'il ait pu connaître lors de la maladie de sa femme était causé par son état émotionnel. Il refuse cependant de se faire traiter afin de sauver sa femme. Lorsque Charlotte développe une forte fièvre, House comprend qu'elle a menti sur son prétendu voyage à Hawaï : elle a contracté une leishmaniose viscérale sur les plages de Rio de Janeiro, la ville de ses rêves où Eddie n'a jamais pu l'emmener. 
- Cet épisode marque le départ de Kal Penn pour rejoindre l'administration Obama à la Maison-Blanche.

### Épisode 21:Quand le doute s'installe
- États-Unis /  Canada : 13 avril 2009 sur FOX / Global
- Belgique : 24 juin 2009 sur RTL-TVI
- Suisse : 18 juin 2009 sur TSR1
- France : 4 mai 2010 sur TF1

- États-Unis : 12,19 millions de téléspectateurs[36] (première diffusion)

- Tim Rock (Doug)
- Lindsey McKeon (Franni)
- Parisa Fakhri (Susan)
- Jill Remez (en) (Sandy)
- Bruno Oliver (Paul)
- Grinnell Morris (Mine Employee #1)
- Paul Benz (Mine Employee #2)
- Richard Cabral (Mine Employee #3)
- James McAndrew (State Trooper #1)
- Cory Blevins (State Trooper #2)
- Bobbin Bergstrom (Nurse)

Doug, un militant écologiste, est pris de vertiges et d'engourdissements sur un site d'extraction de charbon sur lequel il faisait un sit-in. Quand il arrive au Princeton-Plainsboro, Cameron insiste pour que House s'occupe du dossier, car ses examens toxicologiques ne révèlent rien d'anormal. Il accepte, mais Cameron doit faire les examens seule.
Chase s'étonne de ce rapprochement soudain, et de la façon dont House s'occupe de la chose. Mais le diagnosticien a autre chose à faire : il remarque que Wilson a changé radicalement ses habitudes alimentaires, ne prenant que des légumes et autres aliments sains. Chase va voir Cuddy pour savoir ce qui se passe avec Cameron, car l'affectation aux examens l'a obligé à repousser un week-end qu'il a prévu avec elle depuis une semaine. Chase demande à Cuddy si elle croit que Cameron aime House, puis qu'elle-même aime House, elle esquive les deux questions, ce qui laisse Chase suspicieux et jaloux.
Le patient accumule de nouveaux symptômes : il a un hoquet persistant. House ordonne à Cameron de faire une ponction lombaire, mais même avec l'aide de Foreman, le hoquet rend la procédure impossible. Un médicament injecté provoque la remontée d'une bulle d'air des poumons vers la gorge, qui enfle. Doug est alors mis sous stéroïdes pour une maladie auto-immune.
House déduit du comportement de Cameron qu'elle veut la place de Kutner : elle s'est exécutée sans broncher pour les examens que House demandait alors qu'il n'est techniquement pas son patron. Après un dernier diagnostic différentiel, House reprend les rênes et envoie son équipe. Mais Doug présente alors une intense douleur dans les jambes, qui semblent claires. Pendant un scanner complet, Taub et 13 constatent une fracture du fémur, alors qu'il est resté couché depuis deux jours. House pense alors à un cancer des os, et veut le mettre sous chimiothérapie. Mais Foreman refuse et durant l'opération menée par Chase sur l'os, Foreman lui demande une biopsie de l'os. Quand il apprend que Cameron n'est plus sur le cas, Chase est étonné, car persuadé du contraire. House va voir Cameron, en lui affirmant qu'elle veut la place de Kutner, mais elle finit par lui avouer la vérité : elle sait que Chase veut la demander en mariage, et elle pense que c'est à la suite du suicide de Kutner qu'il s'est décidé, pour ne pas finir seul. 
Par la suite, quand la biopsie de l'os revient négative pour le cancer et que le patient fait une grave hémorragie interne, House et Foreman débattent violemment sur l'utilité d'une chimiothérapie pour un cancer qu'on ne voit pas, quand Taub propose d'aggraver le cancer par une injection, ce que House appuie. Il va voir alors Wilson, en proie aux doutes : il perd ses talents, n'ayant pas vu pour Kutner, compris pour Cameron, et pour l'idée de Taub qu'il aurait dû avoir lui-même. Wilson lui assure qu'il n'a rien perdu du tout.
Quand le cœur de Doug s'arrête, un nouveau diagnostic différentiel s'impose, mais aucune idée ne vient. House suggère, pour gagner du temps, de poser un défibrillateur directement sur le cœur, mais cette procédure est risquée compte-tenu de l'état du patient. Comme son équipe n'a rien d'autre à proposer, il retourne voir Wilson, qui est devant un distributeur de sucreries. Et quand Wilson, après hésitation, prend les ours en gélatine, House finit par comprendre que le mystère de la nouvelle alimentation de l'oncologue n'est qu'une farce de plus, pour l'aider à traverser le deuil de Kutner et pour qu'il ne change pas ses habitudes.
Par la suite, House a une idée pour le patient. Quand il affirme ne pas avoir de plantes chez lui, mais avoir acheté une fois des roses pour sa femme en secret, le diagnostic est posé : sporotrichose, une maladie transmise par les épines de rose qui a attaqué ses nerfs et engendré tous les symptômes. House comprend également les véritables motivations de Cameron : elle est retournée dans l'entourage de House pour rendre Chase jaloux et faire en sorte qu'il rompe. Cameron retrouve Chase dans les vestiaires, lui avoue tout, et Chase lui fait finalement sa demande en mariage.

### Épisode 22:House divisé
- États-Unis /  Canada : 27 avril 2009 sur FOX / Global
- Belgique : 24 juin 2009 sur RTL-TVI
- Suisse : 25 juin 2009 sur TSR1
- France : 4 mai 2010 sur TF1

- États-Unis : 11,69 millions de téléspectateurs[37] (première diffusion)
- Canada : 1,917 million de téléspectateurs[38]

- Anne Dudek (Amber)
- Ryan Lane (Seth)
- Clare Carey (Ellie)
- Tresheille Edmond (Laura)
- Becky O'Donohue (Karamel)
- Noah Shuffman (Immigration Officer #1)
- Italia Ricci (Immigration Officer #2)
- Jorge Borrelli (Deaf Coach)
- Andrew Johnson (Referee)
- Jamie Sorrentini (Stripper)
- Bobbin Bergstrom (Nurse)

Un jeune garçon sourd qui participait à un match de lutte est pris d'un violent mal de tête. L'hallucination de House représentant feu Amber est toujours là (voir l'épisode précédent), et House l'attribue à ses insomnies. Mais le devoir le rappelle à l'ordre. Le patient a entendu des explosions, ce qui est anormal étant donné sa surdité.
Amber est « présente » au diagnostic différentiel, mais House refuse d'y prêter attention. House fait remarquer qu'il sait que Cameron et Chase vont se marier et se propose pour organiser l'enterrement de vie de garçon de Chase, ce que redoute Wilson à la suite de ses expériences personnelles. "Numéro 13" a remarqué que House ignore le fait que le patient refuse un implant pour enrayer sa surdité. Puis l'un des yeux du patient ne voit plus. Amber suggère de faire écouter de la musique à ce dernier bien qu'il ne puisse entendre. Malgré le fait qu'elle n'existe plus que dans le subconscient de House, il décide finalement de l'écouter, car elle représente un accès direct à l'inconscient de House et retient tous les détails. Avec le poste de radio sur lui, le patient sent les vibrations dans son abdomen mais pas ses mains : c'est un nouveau symptôme, une neuropathie. House jette alors les somnifères que Wilson lui avait prescrits.
House, d'après Amber, pense que le cancer suggéré par Foreman cause tout, dont la surdité. Mais le patient hésite à entendre à nouveau (il est sourd depuis l'âge de 4 ans, à la suite d'une méningite aggravée). House pense que Chase est incapable de tenir ses engagements de mariage, et insiste pour la fête. La biopsie cérébrale du patient révèle bien une anomalie, mais non cancéreuse. Sur les conseils d'Amber, House fait poser un implant au patient. Mais le moindre son lui est insupportable et sa mère veut le retrait de l'implant. Cuddy nomme Foreman responsable du cas. House accepte sans broncher, contrairement à Amber. L'urine du patient coule à flots. Dans l'optique de la fête, House envoie Foreman et "Numéro 13" dans un bar de strip-teaseuses, et leur fait goûter des glaces parfumées à diverses boissons alcoolisées. Seth, le patient, découvre que non seulement il entend (grâce à l'implant), mais en plus il parle. Pourtant, il arrachera son implant, et l'arythmie suggérée par House, grâce à Amber, est dévoilée.
En manquant de mettre le feu dans la morgue pour la répétition de la fête, House devine, par Amber, un problème de chaleur dans tous les symptômes du patient, et pose un diagnostic de sclérose en plaques pour Seth. Chase se fait arrêter par le service de l'immigration car son permis de travail est expiré, mais Cameron n'est pas dupe et comprend qu'il s'agit d'une mise en scène pour emmener le futur marié à son enterrement de vie de garçon. Sauf que la fête a lieu chez Wilson et que ce dernier finit par le découvrir en rentrant chez lui. Alors que tous profitent de la soirée (Foreman et "Numéro 13", Chase, Wilson, et même Taub), Chase fait un choc anaphylactique. House savait que Chase était allergique aux fraises et pense que son inconscient a voulu le tuer et se demande pourquoi. C'est Amber qui lui donne la réponse en lui disant qu'il n'aime pas non plus assister au bonheur des gens. Mais l'hôpital appelle et dit que Seth ne guérit pas. Le diagnostic est donc faux. Une maladie éosinophilique est envisagée mais la voix de Seth prouve le contraire. En le réintubant (car il a eu une atteinte pulmonaire), Foreman remarque qu'il a des taches de tabac sur les dents. Il en déduit une sarcoïdose, qui s'est déclenchée quand il a arrêté de mâcher son tabac pour perdre du poids avant chaque combat.

### Épisode 23:Écorchés vifs
- États-Unis /  Canada : 4 mai 2009 sur FOX / Global
- Belgique : 28 juin 2009 sur RTL-TVI
- Suisse : 25 juin 2009 sur TSR1
- France : 11 mai 2010 sur TF1

- États-Unis : 12,04 millions de téléspectateurs[39] (première diffusion)
- Canada : 2,061 millions de téléspectateurs[40]

- Anne Dudek (Amber)
- Jamie Tisdale (Penelope)
- Alex Schemmer (Jeremy)
- Charles Gavoian (Maury)
- Pamela Shafer (Company Manager)
- Scott Dawson (Ballet Master)
- Joey Gaynor (Len)
- Shelli Boone (Molly)
- Courtney Clonch (Burn Unit Nurse)
- Bobbin Bergstrom (Nurse)

Une jeune danseuse est en détresse respiratoire après une chute lors d'une répétition de ballet. House, qui a pris des congés pour se reposer et se débarrasser de ses hallucinations, est ramené à l'hôpital par Foreman.
Tous les tests sont négatifs, et House doit encore écouter Amber pour suggérer que la déshydratation dissimule une infection. La patiente est donc mise sous antibiotiques. House se résout donc à voir Wilson pour lui avouer ses hallucinations, et lui demande de l'assister dans ses différentiels, mais House cache le fait qu'elles prennent l'apparence d'Amber en disant qu'elles prennent celles de Kutner. Afin de savoir si elles sont dues à des apnées du sommeil, Wilson lui fait passer la nuit sous assistance à l'hôpital. Pendant ce temps, Cameron révèle à Chase qu'elle possède encore un échantillon du sperme de son premier mari décédé et lui demande de faire pareil, ce qui le met très mal à l'aise.

Mais rien ne fonctionne : Amber est toujours là, et la patiente est toujours en détresse respiratoire. House propose une aspiration de la trachée, un traitement radical mais sans alternative. C'est alors que l'épiderme de la patiente se nécrose et part en lambeaux, une complication rarissime des antibiotiques. La danseuse est désormais trop faible pour subir des examens poussés. House, toujours souffrant de la présence d'Amber dont il a révélé l'identité à Wilson, continue ses examens avec Wilson en parallèle. Pour se convaincre qu'il s'agit d'une SEP, House va s'excuser auprès de la patiente, mais ne ressent pas de culpabilité. Il demande alors à Wilson une ponction lombaire et une prise de sang. L'équipe part alors faire un examen risqué : ils arrêtent le cœur de la patiente par électrochoc pour en faire une IRM. Au bout des trois minutes, Foreman voit une ombre, mais la patiente doit alors être réveillée sous peine de risquer des dommages cérébraux. House tente un traitement extrême pour ses hallucinations, un choc à l'insuline, mais prend le temps de prévenir Wilson juste avant l'injection.

Quand House revient à lui aux urgences, le traitement semble avoir marché. L'analyse des prélèvements de House montre que ses hallucinations sont dues à un taux important d'opiacés dans son sang : il doit arrêter le Vicodin. Après analyse des images de l'IRM, House a une idée et va observer la patiente et son petit ami. L'absence de changement de comportement lui montre de la culpabilité chez le petit ami et lui donne la solution : elle a contracté une gonorrhée qui a engendré un abcès cardiaque que Foreman a aperçu à l'IRM et qui a causé tous ses symptômes. House part dans un restaurant seul pour fêter l'événement et Foreman l'appelle pour confirmer, mais d'après lui et le timing, c'est elle qui lui a transmis son IST. Quand House réalise son erreur de jugement, et qu'il revoit Amber, il appelle Wilson, qui décide de l'envoyer en désintoxication. Mais Foreman appelle pour dire que durant l'opération du cœur (qui a pu être menée avec une injection de dopamine), Chase a remarqué que les mains et les pieds de la patiente se gangrènaient à cause des brûlures. Wilson leur confie alors le dossier, sans House.

Alors que Chase, Foreman, Taub et "Numéro 13" cherchent un moyen de sauver les mains et les pieds de la patiente, House comprend que la cure de désintoxication ne fonctionnera pas parce qu'il trouvera n'importe quel moyen d'obtenir du Vicodin. Il va voir alors la seule personne en qui il peut avoir confiance pour l'aider : Cuddy. Elle passe la nuit chez House, à le soutenir dans ses crises de manque et l'aider à lutter contre ses envies. Finalement, Chase et Taub injectent un vasodilatateur à la patiente, qui guérit, contre toute attente.

### Épisode 24:Parle avec elle
- États-Unis : 11 mai 2009 sur FOX
- Belgique : 28 juin 2009 sur RTL-TVI
- Suisse : 25 juin 2009 sur TSR1
- France : 11 mai 2010 sur TF1

- États-Unis : 12,74 millions de téléspectateurs[41] (première diffusion)

- Carl Reiner (Eugene Schwartz)
- Anne Dudek (Amber)
- Ashton Holmes (Scott)
- Maria Thayer (Annie)
- Scott Conley (Warren)
- Sheila Daley (Paula)
- Richard Sabine (John)
- Jason Boegh (Leo)
- William Woff (Minister)
- Jennifer Crystal Foley (Rachel Taub)
- Adam Trahan (Private Stripper)
- Bobbin Bergstrom (Nurse)

Un homme souffre du syndrome de la main étrangère : il n'a aucun contrôle sur son bras gauche. Au restaurant, alors qu'elle faisait encore des siennes, il perd le goût, se met à pleurer du sang et a eu des convulsions.
Cameron confie le cas à Taub, qui apprend la séparation de Chase et Cameron à la suite de leur dispute de l'épisode précédent. House, quant à lui, se réveille après sa nuit avec Cuddy, qui n'est plus là, mais qui a laissé un tube de rouge à lèvres sur son lavabo. C'est plein d'entrain et joyeux qu'il prend le cas du patient, et alors qu'arrive Cuddy, envoie son équipe inspecter le domicile.
House tente à sa façon de connaître les motivations de Cuddy, mais celle-ci tient à ce que leur relation reste purement professionnelle. House va alors annoncer la nouvelle à Wilson : il ne prend plus de Vicodin depuis 24 heures et il a couché avec Cuddy. Wilson est abasourdi. Quand il apprend ce que vient de dire Cuddy, Wilson le pousse à retourner lui parler.
Dans l'appartement du patient, Taub et "Numéro 13" discutent des symptômes du patient et la discussion dévie sur la séparation de Chase et Cameron. Ils remarquent alors des moisissures dues à la vapeur d'eau dans la salle de bain.
Alors que Taub se fait repousser par Chase quand il veut donner ses conseils, House prend des images thermiques de Cuddy. La femme du patient ramène quelques affaires à son mari pendant que "Numéro 13" lui donne des médicaments anti-moisissures. La main gauche du patient gifle soudainement sa femme qui s'enfuit, mortifiée ; alors qu'il veut la rattraper, il réalise qu'il n'arrive plus à marcher. House pense à un méningiome, qui aurait créé des connexions entre les deux hémisphères de son cerveau sans qu'il le réalise. Foreman teste alors le cerveau du patient pendant que House va montrer les images thermiques de Cuddy à Wilson, qui critique son envie de tout comprendre. Le test du cerveau du patient montre des défauts de communication, mais le foie du patient lâche. Ils pensent alors à une sarcoïdose.
House utilise un subterfuge pour récupérer la tasse à café de Cuddy de façon à tester son niveau d'ocytocine. Alors que Wilson essaie encore de raisonner House sur son obsession, un patient fait irruption devant le bureau de House. Il est envoyé par Cuddy parce qu'il "brame". House répond en envoyant le vieil homme déposer un échantillon de selles en mains propres à Cuddy.
Pendant ce temps, Taub et "Numéro 13" essaient tant bien que mal de faire une biopsie du foie quand ils remarquent une hémorragie sous les ongles du patient, juste avant qu'il ne vomisse du sang. Tous les tests reviennent négatifs, mais en rappelant la forte sudation du patient, la possibilité d'un lymphome ou d'un cancer du pancréas apparaît. Lors de l'utilisation du scanner, House utilise les talents de Wilson, ce qui fonctionne, mais il n'y a pas de cancer apparent. Entre-temps, House a conseillé à Cameron désespérée de détruire le sperme de son ancien mari.
Alors que House doit composer avec le vieil homme, il s'attache à son idée du cancer du pancréas, malgré l'absence de preuve. Il veut alors utiliser une procédure à base de venin de scorpion et de lumière infrarouge pour le mettre en évidence, mais qui présente un risque de caillots dans le cerveau. Alors que Chase et Foreman font l'opération et ne voient rien, House suggère d'examiner le cœur, qui est la vraie source des caillots. L'équipe pense alors à un syndrome de Cushing.
Mais c'est finalement la femme du patient qui les met sur la voie : les gestes de la main gauche de son mari montrent qu'elle cherchait à éloigner de lui son déodorant, qu'il utilise plus qu'abondamment. Taub fait des recherches et découvre qu'il s'agit d'un empoisonnement au propylène glycol.
House associe le brame du vieil homme à des reflux gastriques mais réalise après coup que c'est cet homme qui a un cancer du pancréas. Il se pose encore des questions et s'interroge sur l'absence de rouge à lèvres sur le gobelet de café, mais Wilson lui conseille plutôt de pousser Cuddy à bout au lieu de chercher des preuves. Il hurle alors devant tout le hall d'entrée qu'il a couché avec Cuddy, ce qui a l'effet escompté : elle est furieuse et renvoie House dans la foulée. Quand House va la voir, les propos de Cuddy lui font peu à peu réaliser que la nuit qu'il a passée avec elle n'était qu'une hallucination, une de plus, confirmée par les apparitions d'Amber et de Kutner.

## Réception

### Critiques
La cinquième saison a reçu de bonnes critiques ; le site Metacritic donne une note moyenne de 77 sur 100 pour la presse (basée sur 10 critiques) et une note des spectateurs de 9,3 sur 10, pour 36 votes.